# Баликти (Мендикаринський район)
Баликти́ (каз. Балықты) — село у складі Мендикаринського району Костанайської області Казахстану. Входить до складу Краснопрісненського сільського округу.
Населення — 75 осіб (2021; 180 у 2009, 345 у 1999, 386 у 1989).